# 1266年
| 千纪： | 2千纪 |
| 世纪： | 12世纪 \| 13世纪 \| 14世纪                                                                                 |
| 年代： | 1230年代 \| 1240年代 \| 1250年代 \| 1260年代 \| 1270年代 \| 1280年代 \| 1290年代                           |
| 年份： | 1261年 \| 1262年 \| 1263年 \| 1264年 \| 1265年 \| 1266年 \| 1267年 \| 1268年 \| 1269年 \| 1270年 \| 1271年 |
| 纪年： | 丙寅年（虎年）；蒙古至元三年；南宋咸淳二年；越南紹隆九年；日本文永三年                                     |

## 大事记
- 十月，元朝太廟建成。丞相安童、伯顏建議制定尊諡廟號，忽必烈命平章政事趙璧等集議，制尊諡廟號，定為八室，為大蒙古國的前四位帝王成吉思汗、窩闊台（元太宗）、貴由（元定宗）、蒙哥（元憲宗）上廟號和諡號，為他們的皇后上諡號；並追尊也速該、術赤、察合台三人為皇帝，也為他們上廟號和諡號，並為拖雷改諡號為景襄皇帝，並將他們四人的正妻追諡為皇后，也上諡號。
- 日本鎌倉幕府第六代征夷大將軍宗尊親王被懷疑謀反而被流放到京都，其子惟康親王繼任。
- 法國安茹王朝路易九世之弟查理一世征服西西里王國。

## 逝世
- 阿里不哥，成吉思汗第四子拖雷之幼子，蒙哥、忽必烈、旭烈兀之弟。
- 別兒哥，金帳汗國的第四任可汗，拔都的弟弟。
- 阿魯忽，察合台汗國的第五任可汗，察合台之孫、拜答兒之子。
- 2月26日——曼弗雷迪，霍亨斯陶芬王朝的西西里國王，在貝內文托戰役被安茹的查理擊敗並被殺。